# كافيه بو عزوز (مسلسل)
مسلسل كافيه بو عزوز من إنتاج تلفزيون الكويت، إخراج حسين المفيدي و بانه البائع، وتأليف مبارك الحشاش.